# Hōkan

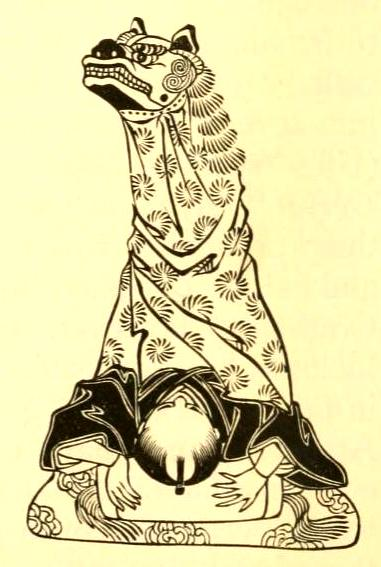
Ein Hōkan führt einen Ashi’odori auf (um 1900)

Ein Hōkan (japanisch 幇間 /⁠hoːkan⁠/; „Schmeichler“) oder Taikomochi (japanisch 太鼓持; wörtlich „Trommelträger“) ist in der japanischen Tradition und Kultur ein Unterhaltungskünstler. Er ist das männliche Gegenstück zur heute deutlich bekannteren Geisha (芸者; „Person der Künste“). Je nach Region und/oder Präfektur werden höchstrangige Hōkan auch Tayūshū (太夫衆; „Großer Volksunterhalter“) genannt. Der Beruf des Hōkan ist so alt wie jener der Geisha, droht heute jedoch auszusterben.

## Aufgaben
Hōkan treten allgemein in Teehäusern und auf Festen wie Hochzeiten und Geburtstagsfeiern auf, manchmal auch zu Junggesellenabenden. Früher traten sie vornehmlich in Yūkaku (遊廓) auf, lizenzierten und damit legalen Rotlichtvierteln. Ein Hōkan hat die Aufgabe, seinen Auftraggeber und/oder Kunden zu unterhalten und aufzuheitern. Er ist Schauspieler, Komödiant, Gaukler und Minnesänger zugleich. Er singt, tanzt, führt Pantomimen und Puppenspiele auf, vollführt kleinere akrobatische Kunststückchen und erzählt geistreiche Witze.
Ein Hōkan beherrscht die Kunst des Teeservierens und der gehobenen Konversation. Er weiß die Stimmung zu heben und die Laune der Gäste und Kunden positiv zu halten. Genau wie Geishas beherrscht er die Kunst des Ikebana (生け花; „Blumengesteck“), des stilvollen Blumenarrangements. Tritt er zusammen mit Geishas auf, assistiert er ihnen und rundet deren Auftritte mit seinen eigenen Talenten ab. Hōkan bieten aber, ebenso wenig wie Geishas, keine sexuellen Dienstleistungen an. Zu den gängigen Unterhaltungskünsten gehört unter anderem das Rakugo (落語; „Dahergesagtes“), bei dem der Hōkan mit witzigen Monologen das Publikum zum Lachen und Staunen bringt.
Zu den beliebten Darbietungen mit Hand- und Fußpuppen gehörte besonders im Mittelalter unter anderem der Ashi’odori (足踊り; „Fußtanz“), bei dem der Künstler sich auf den Rücken legte, die Beine kerzengerade aufrichtete und mit einer traditionell gestalteten Holzpuppe Tanz- und Akrobatikbewegungen vollführte (siehe Abbildung). Diese Darbietung ist heute aus dem Repertoire der Hōkan so gut wie verschwunden.

## Kleidung

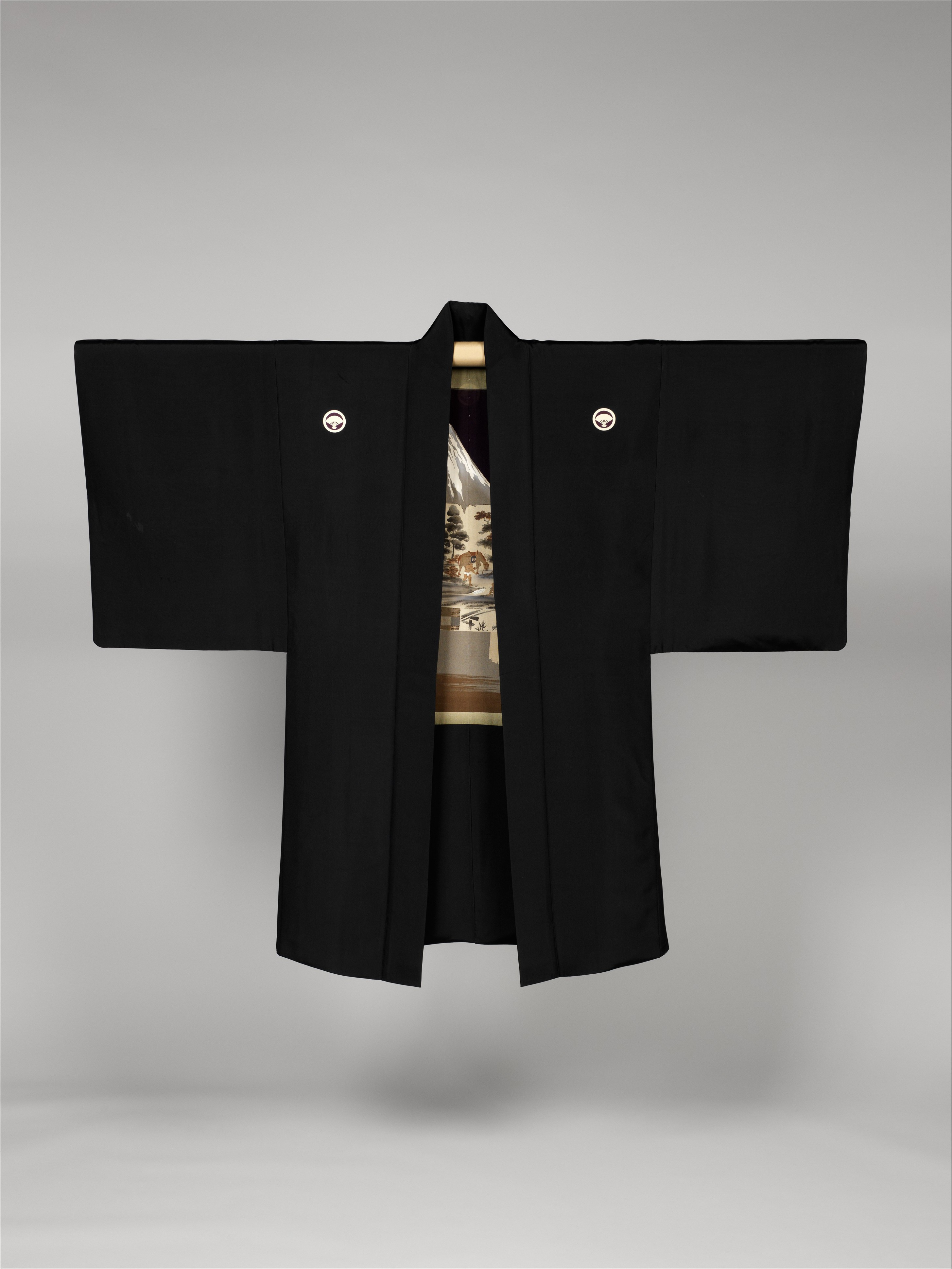
Ein pechschwarzer Haori (Kuro-montsuki)

Hōkan kleiden sich in farbenfrohe Kimono (着物; „Bekleidung“), speziell Furisode (振袖; „Langarm“). Darüber tragen sie einen pechschwarzen Kuro-montsuki (黒紋付; „schwarzer Wappenumhang“) mit wenigen, goldenen Wappen darauf. Die Frisur ist ein klassischer Honda-mage (本多髷; „Bohnenknoten“), bei dem das eigentlich schulterlange Haar auf dem Kopf zu einem kleinen, engen Knoten hochgesteckt wird. Ein klassisches Accessoire, das ein Hōkan mit sich führt, ist ein Bokutō (木刀; „Holzschwert“), ein kleines, hölzernes Modellschwert. Zu seinen Auftritten bringt er oft einen schlichten Ōgi (団扇; „Faltfächer“) mit, den er dann als Zeichen seiner Unterwürfigkeit zur Begrüßung zerbricht.

## Karriere und Beruf
Bis in die Shōwa-Zeit (20. Jahrhundert) wurden Hōkan in sogenannten Okiya (置屋; „Unterkunft“, „Quartier“) ausgebildet, dort, wo auch die Geishas wohnten und unterrichtet wurden. Hōkan lebten allerdings nicht mit den Geishas zusammen. Weitere Künste wurden ihnen an speziellen Theaterschulen des Nō-Theaters und des Bunraku beigebracht. Die Ausbildung dauerte in der Regel 5 bis 6 Jahre, während dieser Zeit hatte der Hōkan den Rang eines Taiko (太鼓こ; wörtl. „Trommlerkind“) inne. 
Nach erfolgreichem Abschluss und einem zusätzlichen Jahr bestand die Chance auf einen Abschluss als Tayūshū. Hōkan-Meister betrieben früher oft selber Geisha-Häuser. Romantische oder gar intime Beziehungen mit Geishas waren (und sind) jedoch strengstens verboten. Ausnahmen bilden amtlich beglaubigte und genehmigte Ehen, tatsächlich konnten und können Hōkan Geishas heiraten. Bezahlt werden Hōkan von ihren Auftraggebern, früher erhielt der Leiter oder die Leiterin des Okiya das meiste vom Lohn.

## Geschichte
Die Geschichte des Hōkan ist sehr alt. Bereits im 13. Jahrhundert der Kamakura-Zeit ließen sich japanische Daimyō (Feudalherren und Fürsten) von sogenannten Doboshu (同志衆; „Kameraden“) unterhalten. Diese Doboshu waren den mittelalterlichen Hofnarren sehr ähnlich: Ihre Hauptaufgabe bestand in der Unterhaltung, Erheiterung und seelischen Erbauung ihres Herren und dessen Familie. Sie sollten ihren Herrn zerstreuen, bis dessen bevorzugte Kurtisane eintraf und die „intimere Unterhaltung“ übernahm. Der fest etablierte Beruf des „Hōkan“ lässt sich bis in die Genroku-Ära (1688–1704) sicher zurückverfolgen. Ab der Hōreki-Ära (1751–1764) war der Beruf auch offiziell anerkannt. Besonders bekannt und geschätzt waren die Hōkan des Rotlicht- und Vergnügungsviertels Yoshiwara (吉原; „Wiese des Glücks“) zu Edo. Zu jener Zeit existierten zwei Klassen der Hōkan: Zamoshi (座もし; „Sitzpartner“) und Taikomochi (太鼓持; „Trommelträger“).
Während der Edo-Zeit im 19. Jahrhundert gab es noch sehr viele Hōkan, nach dem Zweiten Weltkrieg nahm ihre Zahl rapide ab. Möglicherweise waren westliche Einflüsse mitverantwortlich, aber auch, dass es bald einträglichere Berufe für Männer gab, die nicht so sehr als „anrüchig“ und „erniedrigend“ galten wie jener eines Hōkan. Heute ist der Beruf so gut wie ausgestorben.